# Rotaract
Il Rotaract è un'associazione promossa dal Rotary International e dedicata a uomini e donne di almeno 18 anni di età.
Ogni Rotaract Club si appoggia alla comunità o ad un'università e può essere patrocinato da uno o più Rotary Club locali.
Il nome di Rotaract, combinazione tra le parole "Rotary" ed "Action", fu scelto in seguito ad un sondaggio tra gli studenti dell'Università di Houston, nel Texas.

## Storia

Logo fino al 2015.

Il primo Club Rotaract nacque a North Charlotte, nella Carolina del Nord, il 13 marzo 1968. Altri gruppi giovanili, sponsorizzati da Rotary Club "padrini", già erano attivi dal 1920.

## Organizzazione
Il Rotaract è strutturato, come il Rotary, in Club, che vengono raggruppati in Distretti. Ciascun Rotaractiano è socio di un singolo Rotaract Club, salvo alcune eccezioni.
In totale, sono attivi oltre 8700 Rotaract Club che contano circa 200.000 soci in 170 paesi del mondo. In Italia sono presenti circa 446 Club, con circa 7200 soci, organizzati in 14 Distretti.
L'amministrazione di ciascun Rotaract Club è autogestita; per tutte le funzioni importanti vale il principio dell'annualità; il presidente viene eletto per un anno rotariano, dal 1º luglio al 30 giugno dell'anno successivo; il presidente, poi, nomina il direttivo del Club (tesoriere, prefetto, segretario e vice-presidente, oltre ai consiglieri) scegliendo le persone secondo criteri stabiliti da ciascun club, normalmente sulla base di capacità e spirito di servizio.
Analogamente, tutti i Rotaract Club di un Distretto, riuniti in assemblea, eleggono ogni anno un Rappresentante Distrettuale (R.D.) allo scopo di facilitare la comunicazione tra i Club stessi e il Rotary International nei rispettivi Distretti. Tra le responsabilità del R.D. rientrano la supervisione di uno o più progetti condivisi a livello distrettuale (o multi-distrettuale), la pianificazione di iniziative volte alla crescita dell'organico e l'organizzazione delle Assemblee distrettuali. I Rappresentanti Distrettuali Rotaract dei 14 Distretti che comprendono i territori d'Italia, Malta e San Marino si riuniscono cinque volte l'anno con lo scopo di pianificare attività comuni di servizio e gli eventi inter-distrettuali dell'anno successivo.

## Azioni
I Rotaract FIX Club organizzano attività di raccolta fondi con lo scopo di soddisfare le esigenze della comunità locale e provinciale, attività volte a favorire la comprensione internazionale, riunioni formali, relazioni su temi di pubblico interesse, visite ad aziende, attività culturali, campagne di sensibilizzazione nelle scuole. Tutte le attività Rotaract iniziano a livello locale; ciascun socio impegnato nell'organizzazione di queste attività ha la possibilità di servire la comunità locale.
Come nel caso del Rotary, è possibile ricondurre l'attività del Rotaract a cinque vie d'azione:
- Azione interna, alla quale afferiscono tutte le attività di rafforzamento del Club e di sviluppo dell'effettivo.
- Azione professionale, che include tutte le attività che valorizzano le competenze (e la crescita) professionale dei soci che fanno parte del Rotaract.
- Azione pubblico interesse, attraverso la quale i Rotaractiani si mettono al servizio della comunità per migliorare il mondo che li circonda.
- Azione internazionale, che ingloba le azioni intraprese per allargare la portata delle attività umanitarie e per promuovere la comprensione e la pace tra i popoli.
- Azione giovanile, che riconosce l'importanza di dare voce e potere ai giovani e giovani professionisti, valorizzandone il potenziale.

## Distretti italiani
- Distretto 2031 (Piemonte settentrionale e Valle d'Aosta);
- Distretto 2032 (Basso Piemonte, Liguria e Principato di Monaco);
- Distretto 2041 (Milano);
- Distretto 2042 (Lombardia Nord eccetto Milano);
- Distretto 2050 (Lombardia Sud e Piacenza);
- Distretto 2060 (Veneto, Friuli-Venezia Giulia, Trentino-Alto Adige/Südtirol);
- Distretto 2071 (Toscana);
- Distretto 2072 (Emilia-Romagna, San Marino);
- Distretto 2080 (Lazio, Roma, Sardegna);
- Distretto 2090 (Abruzzo, Marche, Molise, Umbria);
- Distretto 2101 (Campania);
- Distretto 2102 (Calabria);
- Distretto 2110 (Sicilia, Malta);
- Distretto 2120 (Puglia, Basilicata).